# Astragalus harpocarpus
Astragalus harpocarpus là một loài thực vật có hoa trong họ Đậu. Loài này được Meffert miêu tả khoa học đầu tiên.